# Jean Antoine Joseph Baillion
Jean Antoine Joseph Baillion est un homme politique français né le 11 janvier 1756 au Quesnoy (Nord) et décédé le 2 mai 1815 au même lieu.

## Biographie
Jean-Antoine-Joseph Baillion nait au Quesnoy le 11 janvier 1756. Il est le fils de François Baillion, entrepreneur des fortifications et de dame Marie-Anne-Joseph Santorius (ou Santorin).
Il épouse Élie-Caroline-Josèphe Corduant.
Avant 1789, Jean-Antoine-Joseph Baillion appartient au corps des officiers du génie avec le titre d'entrepreneur des ouvrages du roi.
Jean-Antoine-Joseph Baillion meurt au Quesnoy le 2 mai 1815, à l'âge de 59 ans. Il est dit«  Législateur » sur son acte de décès.

## Carrière politique
Jean-Antoine-Joseph Baillion se montre très tôt favorable à la Révolution française.
Il est tôt élu maire du Quesnoy. Il mène une politique prudente et discrète, et travers sans encombre toute la période révolutionnaire.
Le 25 germinal an VII (14 avril 1799), alors qu'il est maire du Quesnoy, il est élu au Conseil des Anciens par le département du Nord. Il n'y prend jamais la parole.
Il adhère au  coup d'État du 18 Brumaire mené au bénéfice de Napoléon Bonaparte.
Napoléon le fait entrer au Corps législatif le 4 nivôse an VIII (25 décembre 1799). Il s'y montre tout aussi discret et suit la politique de la majorité. 
Il reste ainsi  au Corps législatif du 25 décembre 1799 au 4 juin 1814, le Sénat conservateur l'yant maintenu dans ses fonctions de député le 8 mai 1811.
Puis il passe du 4 juin 1814 au 12 mars 1815, dans l'intervalle séparant la Première Restauration des Cent-Jours, député de la Chambre des députés des départements (Chambre des députés (Restauration)).

## Sources
- « Jean Antoine Joseph Baillion », dans Adolphe Robert et Gaston Cougny, Dictionnaire des parlementaires français, Edgar Bourloton, 1889-1891 [détail de l’édition]
- G. Walter, E. Franceschini, « Bailllion ou Baillon (Jean-Antoine-Joseph) », dans Dictionnaire de biographie française, tome IV, Paris, 1948.